# Стари мост (Шабац)
Стари мост је мост преко реке Саве у Шапцу. За друмски саобраћај пуштен је у рад 1932, а за железнички 1934.

## Историја

### Изградња моста
Стварањем нове државне заједнице Шабац је био упућен на живљу робну размену са крајевима преко Саве. У недостатку друмско-железничког моста, одмах после рата неодложно је било поставити понтонски мост преко Саве, који се у пролеће постављао, а у јесен расклапао. После многобројних захтева понтонски мост је први пут постављен тек 30. јуна 1922. До тада транспорт робе и превоз путника на релацији Шабац — Кленак, одакле води пруга до Руме, обављан је дереглијама и чамцима. У јесен 1919. прекинут је и овај саобраћај на Сави да би први пут после рата (11. децембра 1919) била успостављена паробродска веза између Шапца и Кленка.
Витални интерес Шапца и околине био је да се подигне друмско-железнички мост преко Саве. Захтев за подизање био је истакнут 1919. Мада је пројекат био изграђен још у јулу 1922, а допремање гвоздене конструкције из Немачке почело већ почетком августа 1922, одлагао се почетак радова, због финансијских немогућности државе, тако да је градња почела крајем новембра 1923. Због нередовног одобравања и притицања финансијских средстава од стране државе градња се отегла, па је мост завршен и пуштен за друмски саобраћај 15. јула 1932. Изградњом железничког крака Шабац — Кленак (4 км) преко моста до железничке станице Шабац 31. маја 1934. године омогућен је железнички саобраћај преко моста, када је мост и освештан. Дана 3. јуна исте године преко моста прелази први шетни воз, а одмах након њега и дворски воз који довози у Шабац краљ Југославије Александара I Карађорђевића који је отворио редовни саобраћај на прузи Шабац—Рума. Распон моста је 680 м (4 × 124,8 + 1 × 180,8 м), док је тежина гвоздене конструкције 6100 тона. Стајао је преко 80 милиона динара, а железнички крак Шабац — Кленак преко 10 милиона динара. Подизање моста имало је огроман значај за економски развитак Шапца и Подриња, као и суседних области.

### Други светски рат
Борачки делови Потиске дивизије и Прве армије форсирали су Саву код Шапца тек 11. априла 1941. и одмах су наставили марш према Текеришу. На угроженој левој обали Саве до тог датума остале су позадинске јединице и муницијска колона Потиске дивизије. Командант позадине Прве армије, дивизијски генерал Добросав Миленковић, добио је извештај да се у Кленку појавило 15 немачких тенкова, које су Немци наводно уступили усташама. Да би проверио ову информацију, генерал Миленковић је упутио извидницу састављену од дела људства Првог четничког батаљона, једног пешадијског батаљона и једне батерије Потиске дивизије. Извидница је налетела на чело немачке Осме оклопне дивизије па се повукла у правцу Шапца. Непосредно након тога, преко моста који није био порушен како би се омогућило повлачење заосталих јединица Потиске дивизије, из Кленка у Шабац је продрло двадесетак тенкова немачке Осме оклопне дивизије. Покушај Шабачког одреда и Трећег коњичког пука да противнападом потисну немачке тенкове завршио се потпуним неуспехом.
Немци су за време Другог светског рата изградили војни бункер на кленачкој страни Саве, поред моста. Бункер је служио за контролисање возова који прелазе мост.
Пред крај рата, Немци су се повукли из Шапца без борбе чим је Црвена армија ушла у Србију. Тад, 23. октобра 1944, мост је миниран и порушен од стране Немаца. Мост је обновила нова власт после рата.

### Новије доба
Изградњом Новог моста преко Саве у Шапцу седамдесетих година прошлог века Стари мост губи функцију друмског моста. Мост се и дан данас користи за железнички саобраћај, део је пруге Рума—Зворник. Ентузијасти неретко прелазе мост пешке и бициклима иако постоји табла упозорења на почетку моста. Стари мост је увек био и биће један од најпрепознативљијих симбола Шапца.